# Valde-Ucieza
Valde-Ucieza – gmina w Hiszpanii, w prowincji Palencia, w Kastylii i León, o powierzchni 42,59 km². W 2011 roku gmina liczyła 114 mieszkańców.